# Charles Jenny
Charles Jenny (* April 1897 in Basel; † nach 1932) war ein Schweizer Bobfahrer und Teilnehmer an den Olympischen Winterspielen 1932 in Lake Placid, New York, Vereinigte Staaten.

## Leben
Über sein Leben ist nur sehr wenig bekannt. Er kam mit der Mannschaft des Viererbobs (Reto Capadrutt, Hans Eisenhut und Oscar Geier) bei den Läufen auf den vierten Platz. Die Wettbewerbe wurden wegen schlechten Wetters nach dem offiziellen Ende der Winterspiele auf einer Naturbahn bei Mount van Hoevenberg ausgetragen.